# Arthur von Griesheim
Franz Carl Witholo Arthur von Griesheim (* 5. März 1847 in Kassel; † 28. Februar 1894 in Eisenach) war ein deutscher Unternehmer und Mitglied des Preußischen Abgeordnetenhauses.

## Leben
Arthur von Griesheim absolvierte nach der Schulausbildung eine kaufmännische Lehre und wurde später Inhaber einer Tabakfabrik in Kassel.
Als Mitglied der Nationalliberalen Partei erhielt er 1879 einen Sitz im Preußischen Abgeordnetenhaus und war bis 1882 für den Wahlkreis 14 Kassel (Stadt Kassel) in dem Parlament.
1881 kandidierte er bei der Reichstagswahl 1881 im Reichstagswahlkreis Regierungsbezirk Kassel 3 ohne Erfolg.

### Öffentliche Ämter
- Zweiter Vorsitzender des Vereins deutscher Tabakfabrikanten und Interessenten
- Zweiter Vorsitzender des  Handels- und Gewerbevereins Kassel